# Beatrice Griffin
Beatrice Griffin (Ekström), född  25 november 1904 i Boston, USA, död 1982, var en amerikansk violinist. Hon växte upp som underbarn och studerade för Richard Burgin och Leopold von Auer. Familjen flyttade till Detroit, där hon spelade med Detroit Symphony Orchestra. Hon hade där som lån från Henry Ford bl.a. en Stradivariusfiol från tidigt 1700-tal. Hon framträdde därefter även i Philadelphia och New York.
Griffin kom till Sverige genom giftermål (1934-44) och spelade med Stockholm konsertförening och Göteborgs orkesterförening.
Hon återvände till USA 1946 och turnerade med olika orkestrar och undervisade. Från 1963 bodde hon i Chelsea, Massachusetts nära Boston.